# Agboville
Agboville är en stad i Elfenbenskusten som är huvudort i departementet med samma namn och regionen Agnéby-Tiassa. Staden har cirka 50 000 invånare (2014).